# Willapa National Wildlife Refuge
Koordinaten: 46° 26′ 30″ N, 123° 58′ 0″ W
Willapa National Wildlife Refuge ist ein über 60 Quadratkilometer großes Schutzgebiet im Südwesten des US-Bundesstaates Washington. Es liegt an der Willapa Bay, einer der unberührtesten Flussmündungen in den USA. Die Willapa Bay ist mit 673 Quadratkilometern Wasserfläche das zweitgrößte Flussmündungsgebiet an der Pazifikküste der USA. Das Schutzgebiet wird vom U.S. Fish & Wildlife Service verwaltet und schützt zahlreiche Arten von Wildtieren. Vor allem bietet es Lebensraum für Hunderttausende von Zugvögeln und  Wasservögeln, darunter so gefährdete Arten wie den Marmelalk und den Seeregenpfeifer.

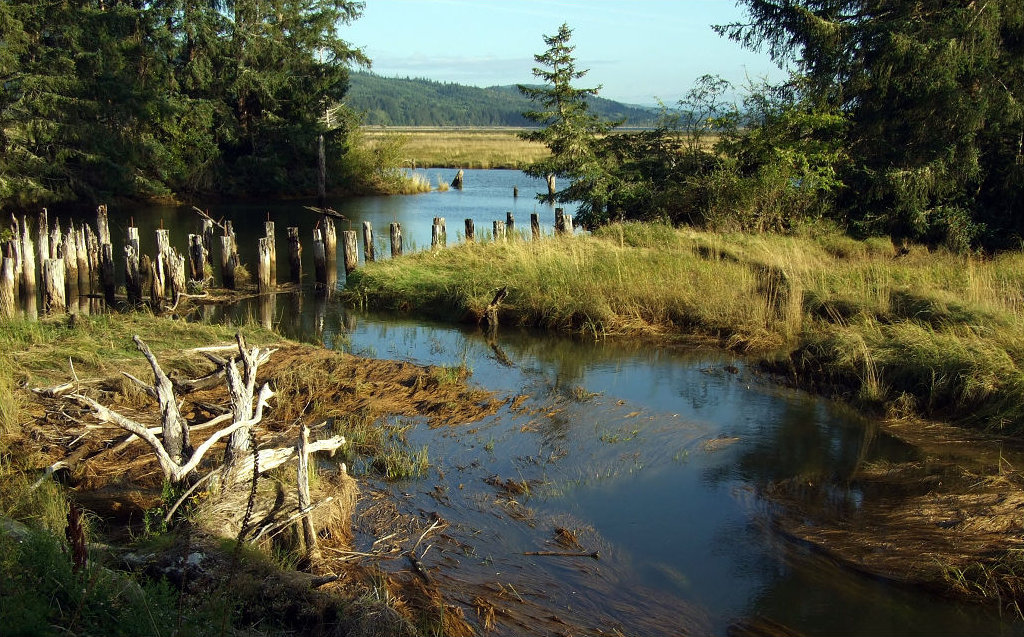
Willapa Bay

## Geographie
Das Willapa Wildlife Refuge umfasst die Insel Long Island, Küsten und Wasserflächen am Südende der Willpa Bay und die Leadbetter Point genannte Nordspitze der Long Beach Peninsula. Long Island ist eine einzigartige, 22 Quadratkilometer große Insel in der Willapa Bay und die größte Insel in einer Flussmündung an der Pazifikküste der USA.
Das Schutzgebiet ist in vier Abschnitte (engl. Units) eingeteilt, die Reikkola Unit, Leadbetter Unit, Porter Point Unit und Long Island.

## Geschichte
Die Stämme der Chinook, Chehalis und Kwalhioqua lebten und jagten in dem Gebiet seit mindestens 2.000 Jahren. Das Wild und diverse Meerestiere, insbesondere Lachs, ernährten die Völker über das gesamte Jahr. Heute nutzen die First Nations die Insel Long Island für spirituelle und kulturelle Feste. Entdecker John Meares benannte 1788 die Nordspitze der Long Beach Peninsula Low Point. 1852 wurde sie zu Ehren von Danville Leadbetter, einem Offizier der US-Küstenvermessung, in Leadbetter Point umbenannt. Um 1900 wurde auf Long Island mit Holzeinschlag begonnen. 1937 wurde das Schutzgebiet errichtet, in einer Zeit, als andere Flussmündungen in den USA durch Eindeichung, Trockenlegung und Verschmutzung zerstört wurden.

## Flora und Fauna
Das Willapa Wildlife Refuge bewahrt eine Reihe von einzigartigen Ökosystemen wie Salzmarschen, Gezeitentümpeln, Feuchtwiesen, Küstenregenwald und Sanddünen vor Zerstörung. Die Sandbänke in der Bucht bieten Platz für Seehunde und dienen als Rastplätze für Zugvögel. Im Sommer und Herbst kommen Braune Pelikane in die Bucht. Zu den bedeutenden Tierarten gehören neben dem gefährdeten Marmelalk und dem Seeregenpfeifer Weißkopfseeadler, Kanadagänse und Blaureiher. In den Wäldern leben Schwarzbären, Wapitis, Rotluchse, Fleckenkäuze, Gleithörnchen, Baumfrösche und Silberhaarfledermäuse. Willapa Bay hat eine höhere Diversität bei Amphibien als jedes anderes Wildlife Refuge im Staat Washington.

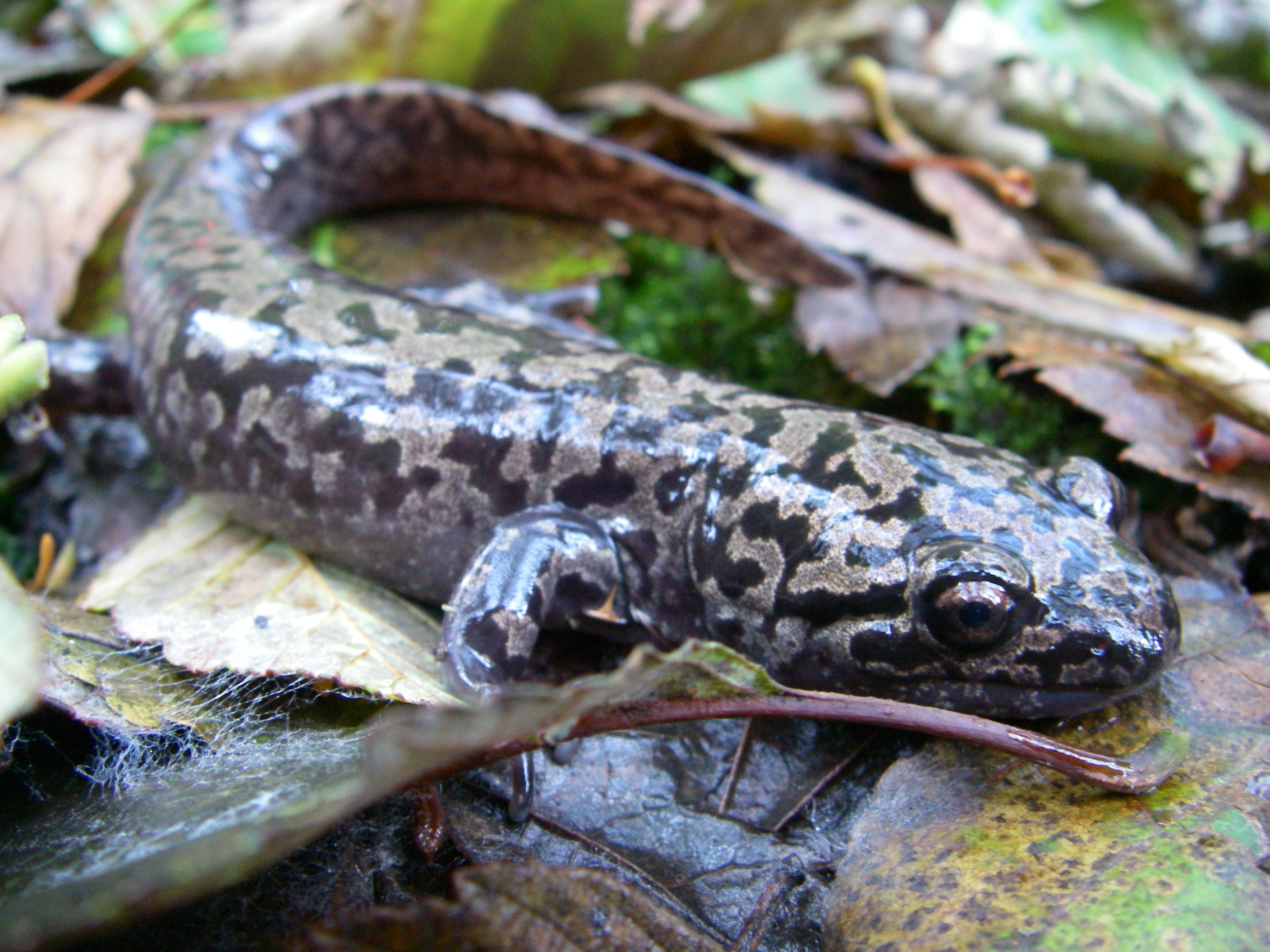
Dicamptodon tenebrosus

Zu den ansässigen Salamanderarten gehören  der Riesen-Querzahnmolch Dicamptodon tenebrosus, der Olymp-Querzahnmolch, Eschscholtz-Salamander, Dunns Lungenloser Salamander, Van Dykes Salamander und Westlicher Rotrücken Salamander. Einige bedrohte Schildkrötenarten wie die Unechte Karettschildkröte, die Suppenschildkröte und die Lederschildkröte haben hier ein Rückzugsgebiet.
Leadbetter Point an der Nordspitze der Long Beach Peninsula besteht aus sich ständig verändernden Sanddünen, auf denen Strandhafer, Lupinen, Wilderdbeeren und Verbenen wachsen. Durch den Winterregen entstehen Süßwassertümpel, an denen Weiden und andere Süßwasserpflanzen wachsen. Weiter im Inneren der Halbinsel wächst lichter Kiefernwald. Die Dünen und Salzmarschen von Leadbetter Point bieten Futter und somit Lebensraum für allein 100 verschiedene Vogelarten. Direkt südlich an das Wildlife Refuge grenzt der Leadbetter Point State Park.
Long Island besitzt einen 110 Hektar großen, Cedar Grove genannten Küstenregenwald mit 900 Jahre alten Riesen-Lebensbäumen. Die Insel mit ihrer reichen Vegetation bietet Lebensraum für eine Vielzahl von Tieren, wie Schwarzbär, Wapiti, Maultierhirsche, Biber und Flussotter. Die Bäume sind Nistplätze für Marmelalk, Weißkopfseeadler und Blaureiher. Abgestorbene Bäume bieten Nistplätze für Helmspechte, Gleithörnchen und Fleckenkauz. In umgefallenen Bäumen leben seltene Salamanderarten. Die nährstoffreiche Unterwasserwelt um Long Island beherbergt Austern, Krabben, Lachs und Regenbogenforelle und zahlreiche andere Meerestiere. Die ausgedehnten Seegrasbestände im Westen von Long Island sind Kinderstube für Jungfische von Pazifischem Hering und Lachs. Das Grasland der Riekkola Unit am Südende der Bucht bietet Platz für zahlreiche Vögel wie Kanadagänse, Enten und andere Küstenvögel. Im Frühjahr sind die Wiesen bevölkert von Singvögeln. In den angrenzenden Wäldern leben Rotluchse, Wapitis und Schwarzbären. Die Porter Point Unit enthält Süßwassermarschen, in denen Amphibien, Wasservögel und andere Tiere leben.

## Tourismus
Am Südende der Willapa Bay liegt das Refuge Headquarters, das Informationen über Flora und Fauna des Schutzgebiets vermittelt. Im Wildlife Refuge selbst befinden sich mehrere Trails und einfache Campingplätze. Auch per Boot ist es zugänglich. Sogar Angel- und Jagdlizenzen können für bestimmte Bereiche erworben werden.